# Jan Frey-Bielecki
Jan Ludwik Frey-Bielecki (ur. 10 sierpnia 1916 w Łodzi, zm. 28 czerwca 1994 w Warszawie) – generał dywizji pilot ludowego Wojska Polskiego, polityk komunistyczny, poseł na Sejm PRL II i III kadencji, dowódca Wojsk Lotniczych i Obrony Przeciwlotniczej Obszaru Kraju w latach 1956–1962.

## Życiorys
Był synem Wacława i Marty. Pochodził z polsko-niemieckiej rodziny inteligenckiej, pochodzenia żydowskiego, urodzony jako Jan Frey. W 1934 ukończył Gimnazjum Zgromadzenia Kupców w Łodzi. W czasie studiów na Politechnice Warszawskiej nawiązał, mimo wcześniejszych związków z sanacją, kontakty z ruchem komunistycznym. Był członkiem Komunistycznego Związku Młodzieży Polski od 1935 do jego rozwiązania w 1938 i Organizacji Młodzieży Socjalistycznej „Życie”, pełnił funkcję sekretarza tej organizacji na Wydziale Mechanicznym Politechniki i był członkiem jej egzekutywy, a także redakcji wydawanego przez nią pisma „Politechnik”. W 1936 wziął udział w strajku okupacyjnym na Politechnice i starciach z członkami Obozu Narodowo-Radykalnego, za co został aresztowany, a następnie zawieszony w prawach studenta, po czym rok spędził pływając na statkach jako marynarz.
Po powrocie do Warszawy jesienią 1937 kontynuował studia na Politechnice, po rozwiązaniu latem 1938 przez Komintern OMS „Życie” wstąpił do Klubu Młodych przy Klubie Demokratycznym (na bazie którego w 1939 powstało Stronnictwo Demokratyczne). Po agresji III Rzeszy na Polskę udał się na wschód, po agresji ZSRR na Polskę tworzył wraz z Jerzym Albrechtem „Czerwoną Milicję” w okolicach Włodzimierza Wołyńskiego. Następnie udał się do Lwowa, gdzie od 1940 działał politycznie na Politechnice Lwowskiej. Jesienią 1939 przebywał jakiś czas na terenach okupacji niemieckiej, oficjalnie z powodów rodzinnych, prawdopodobnie jednak z misją wywiadowczą, do Lwowa powrócił grudniu 1939.
Wiosną 1940 wyjechał do Niżnego Tagiłu, gdzie po rozpoczęciu ataku Niemiec na ZSRR pracował w zakładach metalurgicznych im. Kujbyszewa. 10 lipca 1941 rozpoczął szkolenie w szkole partyjnej Kominternu. Był przewidywany jako członek grupy inicjatywnej, mającej powołać na nowo partię komunistyczną w Polsce; ostatecznie nie został włączony do grupy, która, przerzucona przez fronty, powołała Polską Partię Robotniczą. Od 1941 służył w Armii Czerwonej. 30 grudnia 1941 został przekazany do Wojskowego Ośrodka Partyzanckiego. 7 lutego 1944 znalazł się, wraz z innym polskim komunistą Stefanem Antosiewiczem, w składzie oddziału specjalnego przeznaczenia (Osnaz) NKWD, przerzuconego na tereny Wileńszczyzny w rejon jeziora Narocz, do bazy partyzantki sowieckiej. O działalności Jana Freya w partyzantce sowieckiej niewiele wiadomo. 7 maja 1944 utworzył on, złożony w znacznej mierze z Polaków, własny oddział partyzancki, który działał w rejonie jezioro Narocz – Oszmiana – Puszcza Nalibocka – Lida – Grodno – Puszcza Augustowska. W 1944 po przeszkoleniu przez NKWD został zrzucony na tyły wojsk niemieckich.
Po przejściu frontu pod koniec sierpnia 1944 oddział został rozwiązany i Jana Freya skierowano do Moskwy, gdzie działał w Związku Patriotów Polskich, pracując w redakcji radiostacji im Tadeusza Kościuszki jako spiker i redaktor. W grudniu 1944 oddano go do dyspozycji szefa Resortu Bezpieczeństwa Polskiego Komitetu Wyzwolenia Narodowego Stanisława Radkiewicza. W 1945 był szefem Wojewódzkiego Urzędu Bezpieczeństwa w Warszawie, a w latach 1945–1946 szefem WUBP w Krakowie. Jako szef WUBP w Krakowie kierował walką z podziemiem niepodległościowym, przede wszystkim z oddziałem Józefa Kurasia „Ognia”. Jego działalność na stanowisku szefa WUBP spotkała się z krytyką ze strony kierownictwa Ministerstwa Bezpieczeństwa Publicznego – w wyniku przeprowadzonej jesienią 1945 kontroli w Urzędzie stwierdzono m.in. bałagan w prowadzonej dokumentacji, nieprzestrzeganie zasad tajności, brak kontroli nad działalnością powiatowych UBP oraz „bezprawie Urzędów Bezpieczeństwa”; w wyniku tej kontroli Jan Frey został ukarany dyscyplinarnie.

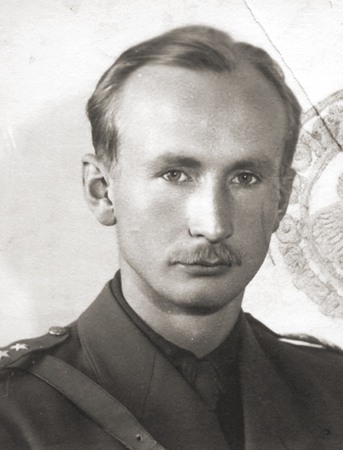
Jan Frey-Bielecki w stopniu podpułkownika

3 maja 1946 kierował tłumieniem patriotycznych wystąpień młodzieży w Krakowie. Osobiście wjechał samochodem pancernym naprzeciw manifestujących studentów i dał rozkaz strzelania na postrach do demonstrantów z karabinu maszynowego; po rozproszeniu manifestacji na jego rozkaz aresztowano ponad 1000 osób, w tym ok. 800 studentów. Wkrótce po tym Jan Frey otrzymał awans na podpułkownika UB, jednak jego pozycją w aparacie bezpieczeństwa zachwiało uwolnienie 18 sierpnia 1946 przez oddział „Ognia” kilkudziesięciu więźniów z więzienia św. Michała w Krakowie.
W październiku 1946 został na własną prośbę przeniesiony do wojska z zachowaniem stopnia podpułkownika. W okresie od 25 października 1946 do 22 lipca 1947 był słuchaczem Kursu Dowódców Pułków w Oficerskiej Szkole Lotniczej Wojska Polskiego z jednoczesnym kursem pilotażu. Po ukończeniu kursu został przydzielony do 3 Pułku Lotnictwa Myśliwskiego na Oksywiu i wyznaczony na stanowisko pomocnika dowódcy pułku do spraw pilotażu. Od 1 sierpnia 1949 do 31 lipca 1951 był słuchaczem radzieckiej Wojskowej Akademii Lotniczej w Monino. Od 1954 generał brygady i zastępca dowódcy Wojsk Lotniczych. W czerwcu 1956 wydał rozkaz polskiemu lotnictwu prowadzić potajemnie rozpoznanie ruchu wojsk radzieckich z obwodu królewieckiego. W październiku 1956, według wersji podanej przez natolińczyków, wydał stacjonującej w Poznaniu jednostce lotniczej rozkaz zbombardowania radzieckiej kolumny pancernej maszerującej na Warszawę z Bornego Sulinowa, gdyby negocjacje polskich władz komunistycznych z Nikitą Chruszczowem zakończyły się fiaskiem. Przejściowo odsunięty od stanowiska, powrócił do władzy wraz z Władysławem Gomułką. Od października 1956 do 1962 dowódca Wojsk Lotniczych i Obrony Przeciwlotniczej Obszaru Kraju, pierwszy po wojnie Polak na tym stanowisku. Na jego wniosek do polskiego lotnictwa przywrócono niektórych pilotów Polskich Sił Powietrznych na Zachodzie. Organizator nowoczesnych sił lotniczych i lotniczej służby medycznej, inspirator polskich konstrukcji samolotowych; reaktywował lotnictwo sportowe. W latach 1957–1965 z ramienia Polskiej Zjednoczonej Partii Robotniczej zasiadał w Sejmie PRL. Związany z rewizjonistycznym Klubem Członków Środowiska „Życie”. Został usunięty z wojska w 1963 w wyniku reform, jakie przeprowadzał w polskim lotnictwie, którym przeciwne były władze wojskowe ZSRR.
Pochowany 6 lipca 1994 na Cmentarzu Wojskowym na Powązkach w Warszawie (kwatera: BII-9-4). Zmarłego pożegnała delegacja Wojsk Lotniczych i Obrony Powietrznej z ich dowódcą gen. dyw. pil. Jerzym Gotowałą na czele.

## Życie prywatne
Mieszkał w Warszawie. Był żonaty z Dorą Goldstein (1908–1992). Małżeństwo miało adoptowanego syna.

## Ordery i odznaczenia
- Krzyż Kawalerski Orderu Odrodzenia Polski (10 października 1945)[6]
- Order Krzyża Grunwaldu III klasy (1958)
- Złoty Krzyż Zasługi (1947)
- Krzyż Partyzancki (1946)
- Medal 10-lecia Polski Ludowej
- Złoty Medal „Za zasługi dla obronności kraju” (1988)
- Medal im. Ludwika Waryńskiego (1989)
- Medal Tańskiego (1961)
- Honorowa Odznaka Miasta Łodzi (1960)[7]